# ميلتون أ. روثمان
ميلتون أ. روثمان (بالإنجليزية: Milton A. Rothman)‏ (و. 1919 – 2001 م) هو فيزيائي، وأستاذ مدرسة، وعالم نووي، وكاتب، وكاتب خيال علمي أمريكي، ولد في فيلادلفيا، توفي عن عمر يناهز 82 عاماً.

## التعليم
تعلم في جامعة ولاية أوريغون
.

## جوائز
حصل على جوائز منها:

زمالة لجنة التحقق من الشك ‏